# Lycoperdina
Lycoperdina (лат.) — род жуков-плеснеедов из подсемейства Lycoperdininae (Endomychidae). Голарктика, Африка, Мадагаскар. Около 20 видов.

## Описание
Жуки мелких размеров. Длина тела от 3 до 6 мм, удлинённые, блестящие, чёрные, красновато-коричневые, тёмно-коричневые. Переднеспинка почти квадратная, слегка закруглённая спереди, значительно более узкая, чем надкрылья, с двумя глубокими, прямыми продольными бороздами, не доходящими до переднего края. Ноги коренастые. Lycoperdina наиболее сходен с Hylaia и Achuarmychus по внешнему виду тела и головы с хорошо развитыми гулярными швами. Простернальный отросток сильно редуцирован с прококсами, а мезостернальный отросток узкий, с округлыми передне-боковыми границами и удлинённым срединным гребнем, присутствующий у Lycoperdina, также является общим с Hylaia. Однако Lycoperdina можно отличить от обоих родов по 2-сегментной антеннальной булаве и яйцекладу с вершиной проктигера, остро выпущенной назад. Кроме того, мандибулы с мелкими апикальными и субапикальными зубцами, прококсы сближены, межкоксальный отросток мезовентрита с медианным гребнем, яйцеклад со сросшимися кокситами и тегмен с базальной частью, охватывающей медианную долю в основании отличают Lycoperdina от Achuarmychus. Личинка Lycoperdina очень характерна среди известных личинок Lycoperdininae тем, что её тело снабжено парными острыми дорсальными отростками, а голова прогнатична с антеннальными впадинами, расположенными близко к мандибулярным сочленениям. Двойные гипостомальные отростки у Lycoperdina общие с Eumorphus, но упомянутые выше признаки легко разделяют личинок обоих родов.
Личинки питаются грибами. Имаго обитают на открытых местах с редкой растительностью. Жуки обычно зимуют в грибах, в споровой массе. Личинки и куколки развиваются в грибах семейства шампиньоновые (Agaricaceae), видах рода дождевик (Lycoperdon), Bovista, головач (Handkea, Calvatia), миценаструм, тулостома и шампиньон (Agaricus). Также среди грибов-хозяев указаны виды из семейств звездовиковые, ежовиковые, Pezizaceae и плютеевые. Образцы L. ferruginea также были собраны с лесной подстилки или мусора.

## Классификация
Известно около 20 видов.
- Lycoperdina angusta Arrow, 1948
- Lycoperdina apicata Fairmaire, 1898
- Lycoperdina banatica Ganglbauer, 1899
- Lycoperdina bovistae (Fabricius, 1792)
- Lycoperdina canariensis Gillerfors, 1991
- Lycoperdina castaneipennis Gorham, 1874
- Lycoperdina clavata Arrow, 1948
- Lycoperdina crassicornis Reitter, 1880
- Lycoperdina dux  Gorham, 1873
- Lycoperdina ferruginea LeConte, 1824
- Lycoperdina gomerae Franz, 1979
- Lycoperdina hiranoi Sogoh & Yoshitomi, 2017
- Lycoperdina horrida  Strohecker, 1957
- Lycoperdina humeralis Wollaston, 1864
- Lycoperdina immaculata Latreille, 1807
- Lycoperdina kivuensis  Strohecker, 1957
- Lycoperdina koltzei  Reitter, 1887
- Lycoperdina mandarinea  Gerstaecker, 1858
- Lycoperdina maritima Reitter, 1884
- Lycoperdina morosa  (Arrow, 1920)
- Lycoperdina mus  Arrow, 1948
- Lycoperdina pallida  Gebler, 1841
- Lycoperdina penicillata Marseul, 1868
- Lycoperdina perrieri  Fairmaire, 1898
- Lycoperdina pulvinata Reitter, 1884
- Lycoperdina rifensis  Franz, 1978
- Lycoperdina sanchezi Oromi & Garcia, 1987
- Lycoperdina sericea  Gerstaecker, 1858
- Lycoperdina smirnoviorum Gusakov, 2017
- Lycoperdina succincta (Linnaeus, 1767)
- Lycoperdina validicornis Gerstäcker, 1858